# ウィル・グラーエ
ウィル・グラーエ（ドイツ語: Will Glahé、1902年2月12日 - 1989年11月21日）は、ドイツ生まれの作曲家、アコーディオン演奏者、バンドマスターである。ドイツ語・チェコ語風にヴィル・グラヘーとしても知られている。1950年代後半に日本も含めて世界的に流行った「ビヤ樽ポルカ」、（作曲 ヤロミール・ヴェイヴォダ、もともと1936年に『Rosamunde』という題名で演奏）や「リヒテンシュタイン・ポルカ」（作詞 Edmond Koetscher, 作曲 Rudi Lindt ）の演奏で有名で、当時「ポルカの王様」（Polka King）などとも呼ばれた。  